# Муаньо, Франсуа Наполеон Мари
Франсуа́ Наполео́н Мари́ Муаньо́, аббат Муаньо (фр. François Napoléon Marie Moigno; 15 апреля 1804 — 14 июля 1884) — французский математик и популяризатор науки. Он считал себя учеником Огюстена Луи Коши.
В юности вступил в орден иезуитов. Учился математике и иностранным языкам, в 1836 г. стал профессором математики в парижском коллеже Святой Женевьевы. С этого времени берёт начало обширная переписка на научные темы, которую Муаньо вёл с ведущими французскими учёными своего времени — Коши, Араго, Ампером.
Он оставил орден иезуитов в 1843 году.
Муаньо стал одним из ведущих научных журналистов Франции: в разное время он был постоянным автором журнала «L'Époque», научным редактором «La Presse» и «Le Pays», наконец, основателем (1852) и главным редактором журнала «Cosmos». Кроме того, Муаньо беспрерывно выступал по всей Франции с популярными лекциями о науке.
Собственные труды Муаньо носили, главным образом, популярный характер. Среди них — книги «Уроки дифференциального и интегрального исчисления» (фр. Leçons de calcul différentiel et de calcul intégral; 1843), «Об электрическом телеграфе» (фр. Traité de télégraphie électrique; 1849), «Уроки аналитической механики» (фр. Leçons de mécanique analytique; 1868), «Священные книги и наука» (фр. Les livres saints et la science; 1884) и многие другие.
В честь Муаньо назван кратер на Луне.